# لويغي دل بيانكو
لويغي دل بيانكو (بالإيطالية: Luigi Del Bianco)‏ هو نحات إيطالي، ولد في 9 مايو 1892 في لو هافر في فرنسا، وتوفي في 20 يناير 1969 في نيويورك في الولايات المتحدة.